# Médaille Max-Planck
La médaille Max-Planck est une distinction scientifique décernée annuellement par la Deutsche Physikalische Gesellschaft pour récompenser des travaux exceptionnels dans le domaine de la physique théorique. La médaille est faite d'or et frappée à l'effigie de Max Planck.

## Liste des lauréats

### de 1929 à 1959
- 1929 : Max Planck et Albert Einstein
- 1930 : Niels Bohr
- 1931 : Arnold Sommerfeld
- 1932 : Max von Laue
- 1933 : Werner Heisenberg
- 1934 - 1936 : (non décernée)
- 1937 : Erwin Schrödinger
- 1938 : Louis de Broglie
- 1939 - 1941 : (non décernée)
- 1942 : Pascual Jordan
- 1943 : Friedrich Hund
- 1944 : Walther Kossel (en)
- 1945 - 1947 : (non décernée)
- 1948 : Max Born
- 1949 : Otto Hahn et Lise Meitner
- 1950 : Peter Debye
- 1951 : James Franck et Gustav Ludwig Hertz
- 1952 : Paul Dirac
- 1953 : Walther Bothe
- 1954 : Enrico Fermi
- 1955 : Hans Bethe
- 1956 : Victor Weisskopf
- 1957 : Carl Friedrich von Weizsäcker
- 1958 : Wolfgang Pauli
- 1959 : Oskar Klein

### de 1960 à 1999
- 1960 : Lev Landau
- 1961 : Eugene Wigner
- 1962 : Ralph Kronig
- 1963 : Rudolf Peierls
- 1964 : Samuel Goudsmit et George Uhlenbeck
- 1965 : (non décernée)
- 1966 : Gerhart Lüders
- 1967 : Harry Lehmann (en)
- 1968 : Walter Heitler
- 1969 : Freeman Dyson
- 1970 : Rudolf Haag
- 1971 : (non décernée)
- 1972 : Herbert Fröhlich
- 1973 : Nikolaï Bogolioubov
- 1974 : Léon van Hove
- 1975 : Gregor Wentzel
- 1976 : Ernst Stueckelberg
- 1977 : Walter Thirring (en)
- 1978 : Paul Peter Ewald
- 1979 : Markus Fierz
- 1980 : (non décernée)
- 1981 : Kurt Symanzik (en)
- 1982 : Hans-Arwed Weidenmüller (en)
- 1983 : Nicholas Kemmer
- 1984 : Res Jost
- 1985 : Yōichirō Nambu
- 1986 : Franz Wegner (en)
- 1987 : Julius Wess
- 1988 : Valentine Bargmann
- 1989 : Bruno Zumino
- 1990 : Hermann Haken (en)
- 1991 : Wolfhart Zimmermann (en)
- 1992 : Elliott Lieb
- 1993 : Kurt Binder (en)
- 1994 : Hans-Jürgen Borchers (en)
- 1995 : Siegfried Großmann (en)
- 1996 : Ludwig Faddeev (en)
- 1997 : Gerald E. Brown (en)
- 1998 : Raymond Stora
- 1999 : Pierre Hohenberg (en)

### depuis 2000
- 2000 : Martin Lüscher (en)
- 2001 : Jürg Fröhlich
- 2002 : Jürgen Ehlers
- 2003 : Martin Gutzwiller
- 2004 : Klaus Hepp
- 2005 : Peter Zoller
- 2006 : Wolfgang Götze (en)
- 2007 : Joel L. Lebowitz (en)
- 2008 : Detlev Buchholz
- 2009 : Robert Graham (en)
- 2010 : Dieter Vollhardt (en)
- 2011 : Giorgio Parisi
- 2012 : Martin Zirnbauer (en)
- 2013 : Werner Nahm (en)
- 2014 : David Ruelle
- 2015 : Viatcheslav Moukhanov
- 2016 : Herbert Wagner (en)
- 2017 : Herbert Spohn
- 2018 : Juan Ignacio Cirac (en)
- 2019 : Detlef Lohse
- 2020 : Andrzej Buras (en)
- 2021 : Alexander Markovich Polyakov
- 2022 : Annette Zippelius (en)
- 2023 : Rashid A. Sunyaev

## Voir également
- Liste de prix de physique